# USS Monterey (CG-61)
Pour les autres navires du même nom, voir USS Monterey.
L’USS Monterey (CG-61) est un croiseur, le quinzième de la classe Ticonderoga appartenant à l’United States Navy, en service entre 1990 et 2022. Son nom fait référence à la bataille de Monterrey pendant la guerre américano-mexicaine.

## Carrière opérationnelle

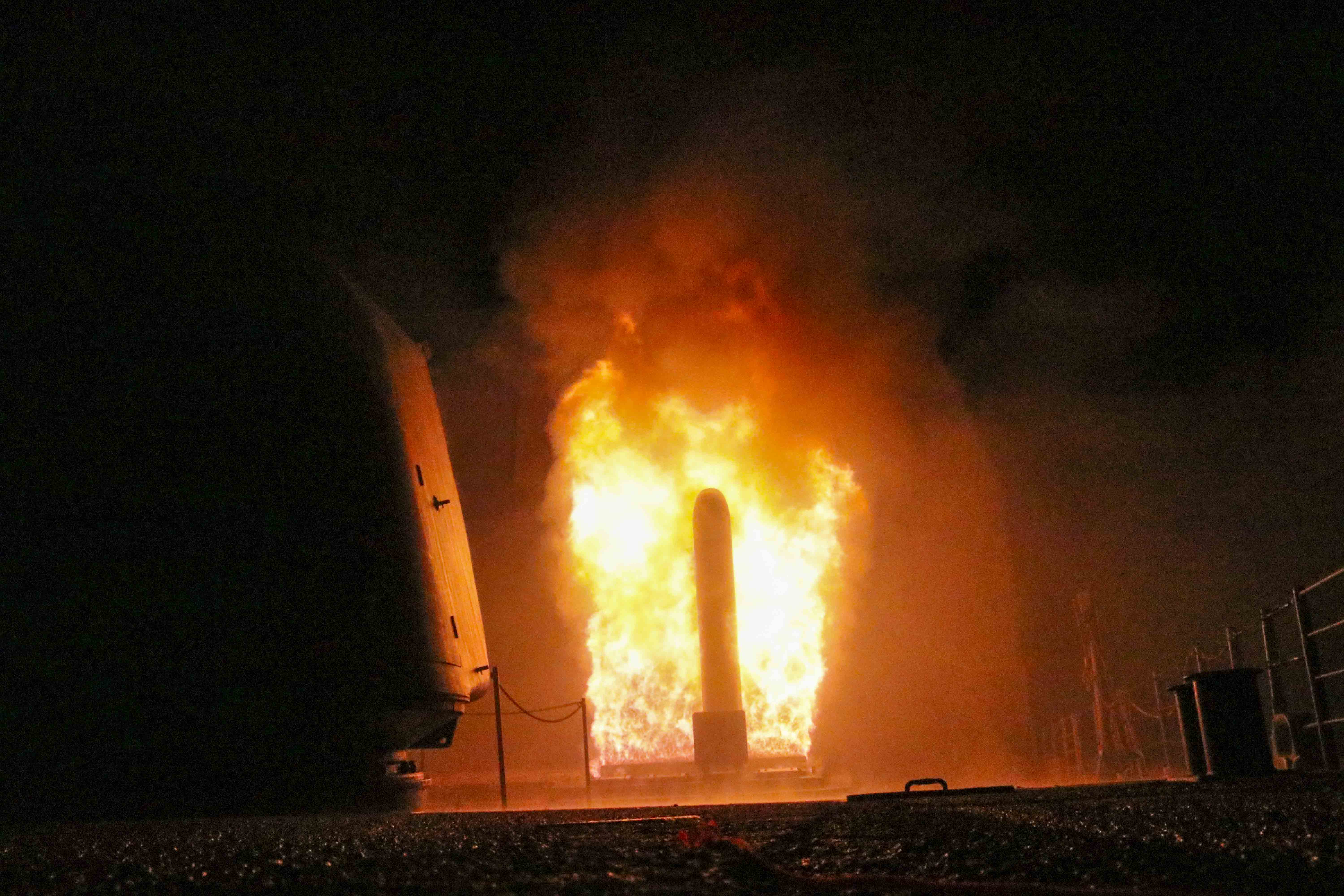
Lancement d'un Tomahawk depuis le USS Monterey en Mer Rouge lors du bombardements de Barzé et de Him Shinshar.

Il participe dans la nuit du 13 au 14 avril 2018 aux bombardements de Barzé et de Him Shinshar, en Syrie, en lançant trente missiles BGM-109 Tomahawk depuis la mer Rouge où il se trouve avec l'USS Laboon.